# 吉田兄人
吉田 兄人（きった の えひと）は、奈良時代の貴族・医師。姓は連。典薬頭・吉宜の近親か。官位は従五位下・紫微少忠。

## 経歴
聖武朝の天平20年（748年）10月の皇后宮牒に正七位上・侍医兼皇后宮大属河内大目と名前が現れている。
天平感宝元年（749年）、蓋高麻呂とともに正六位上から外従五位下に昇叙する。これは聖武天皇の病床に侍した労を、黄金産出を機に酬いたものと考えられている。ほどなくして、皇后宮職が紫微中台に改編されると、出雲屋麻呂・中臣丸張弓・葛木戸主とともに紫微少忠となり、引き続き光明皇太后に仕えている。天平勝宝3年（751年）10月、内位の従五位下になった。

## 官歴
注記のないものは『続日本紀』による。
- 天平20年（748年）10月：見正七位上・侍医兼皇后宮大属河内大目（『大日本古文書』による）
- 時期不詳：正六位上
- 天平感宝元年（749年） 4月14日：外従五位下。天平勝宝元年8月10日：紫微少忠
- 天平勝宝3年（751年） 10月28日：従五位下（内位）